# Cédric Jimenez
Cédric Jiménez (nacido el 26 de junio de 1976) es un productor y director de cine y guionista francés.

## Carrera
La película de Jiménez 2014 La French, protagonizada por el ganador del Premio de la Academia Jean Dujardin, se estrenó en el Festival Internacional de Cine de Toronto.
En 2015, dirigió una adaptación de la premiada novela HHhH de Laurent Binet titulada The Man with the Iron Heart, protagonizada por Jason Clarke, Rosamund Pike, Mia Wasikowska, Jack O'Connell y Jack Reynor. La película fue lanzada al año siguiente.
En 2020 dirige BAC Nord, un thriller sobre tres policías que trabajan en los distritos del norte de Marsella. La película, que en un principio iban a estrenarse a finales de 2020, es retrasada debido a la pandemia de Covid-19 y acaba participando en el Festival de Cannes de 2021. Pese a recibir críticas mixtas, consigue entrar en los premios César con siete nominaciones, incluyendo mejor película y director.

## Vida personal
Está casado con la guionista y periodista Audrey Diwan, con quien tiene dos hijos.

## Filmografía
| Año  | Películas                                  | Acreditado como | Acreditado como | Acreditado como | Notas |
| Año  | Películas                                  | Director        | Guionista       | Productor       | Notas |
| ---- | ------------------------------------------ | --------------- | --------------- | --------------- | --- |
| 2003 | Who's the Boss: Boss of Scandalz Strategyz | Sí              |                 | Sí              | Video documental |
| 2007 | Scorpion                                   |                 | Sí              | Sí              | |
| 2007 | Eden Log                                   |                 |                 | Sí              | |
| 2011 | Bangkok Revenge                            |                 |                 | Sí              | |
| 2012 | Aux yeux de tous                           | Sí              | Sí              | Sí              | |
| 2014 | La French                                  | Sí              | Sí              |                 | Sarasota Film Festival, premio de la audiencia a la mejor película internacional Nominado - Lumières Award por el mejor guion |
| 2016 | The Man with the Iron Heart                | Sí              | Sí              |                 | |
| 2020 | Bac Nord                                   | Sí              | Sí              |                 | |

## Premios y distinciones
Premios César
| Año  | Categoría      | Película | Resultado |
| ---- | -------------- | -------- | --------- |
| 2022 | Mejor película | BAC Nord | Nominado  |
| 2022 | Mejor director | BAC Nord | Nominado  |